# Гебру, Тимнит
Тимнит Гебру (тигринья ትምኒት ገብሩ род. 1983, Аддис-Абеба) — американская учёная эфиопского происхождения, наиболее известная работой в области искусственного интеллекта, алгоритмической предвзятости и интеллектуального анализа данных. Является соосновательницей организации Black in AI, добивающейся расширения участия чёрных специалистов в исследованиях ИИ; также основала институт исследования распределённого искусственного интеллекта Distributed Artificial Intelligence Research Institute (DAIR).
В декабре 2020 года получило общественный резонанс увольнение Гебру из Google, где она участвовала в руководстве группой, занимавшейся этическими аспектами применения искусственного интеллекта. Увольнение было связано с участием Гебру в написании статьи, вышедшей в материалах конференции FAccT '21 и посвящённой рассмотрению больших языковых моделей (БЯМ) как стохастических попугаев (статья дала начало широкому употреблению термина). По утверждению руководителя департамента ИИ Google Джеффа Дина, статья была заявлена для публикации без прохождения стандартной внутренней процедуры рецензирования, и он потребовал отозвать статью либо исключить из соавторов всех сотрудников Google, на что Гебру потребовала раскрыть личности корпоративных рецензентов или обозначить ей «финальную дату». В ответ Google сообщил ей, что её заявление об увольнении по собственному желанию принято и что она уволена. Гебру утверждает, что не сообщала об увольнении, но только заявила его как одну из возможностей в дискуссии.
Тимнит Гебру — признанный специалист по этическим аспектам применения искусственного интеллекта. Она включалась в международные списки ведущих журналов мира: в список журнала Fortune «50 ведущих мировых лидеров» в 2021, в список журнала Nature «10 человек, определивших лицо науки» в 2021 и в список наиболее влиятельных людей мира Time Magazine в 2022 году.